# 막심 부티에
막심 부티에(프랑스어: Maxime Bouttier, 1993년 4월 22일 ~ )는 프랑스에서 태어난 인도네시아의 배우, 음악가, 모델이다.